# طاهر الچی
طاهر الچی (به لاتین: Tahir Elci)، یک وکیل کرد «رئیس کانون وکلا» در منطقه دیار بکر ترکیه بود، وی از حامیان حزب کارگران کردستان بود.

## مرگ
طاهر الچی، رئیس کانون وکلای دیار بکر به همراه ۲۰ نفر از وکلای دیار بکر به منطقه سور رفته بودند که وی به ضرب گلوله از ناحیه سر کشته شد. بعدازاین اتفاق از ساعت ۱۳ به‌وقت محلی آنکارا در سور حکومت‌نظامی اعلام شد، خبرگزاری‌ها از زخمی شدن ۱۱ نفر در درگیری‌های صورت گرفته در محل حادثه خبر داد. پلیس ترکیه می‌گوید مشخص نیست که او هدف ترور بوده یا در میان درگیری گرفتار آمده است.
پیش‌تر نیروهای امنیتی ترکیه طاهر الچی را در شهر دیاربکر به اتهام «تبلیغ برای یک گروه تروریستی» بازداشت کرده بودند که هزاران نفر در شهر دیاربکر در اعتراض به بازداشت رئیس کانون وکلای این شهر تظاهرات کرده بودند. الچی در سخنان خود از «حزب کارگران کردستان» ترکیه حمایت کرده بود.

### پس‌از ترور
پس از اتمام این اتفاق نخست‌وزیر ترکیه داوود اوغلو به همسر وی تسلیت گفت. صدها تن از مردم استانبول در اعتراض به کشته شدن وی، در مرکز شهر استانبول تجمع کردند و شعارهایی علیه «رجب طیب اردوغان» سر دادند و وی را «دزد» و «قاتل» خواندند.